# Marquess Conyngham

Wappen des Marquess Conyngham

Marquess Conyngham, of the County of Donegal, ist ein erblicher britischer Adelstitel in der Peerage of Ireland.
Stammsitz der Familie war früher The Hall in Mountcharles bei Donegal im County Donegal und ist heute Slane Castle im County Meath.

## Verleihung und nachgeordnete Titel
Der Titel wurde am 22. Januar 1816 für Henry Conyngham, 1. Earl Conyngham, geschaffen, zusammen mit den nachgeordneten Titeln Earl of Mount Charles und Viscount Slane. Er war bereits am 6. Dezember 1789 zum Viscount Conyngham, of Mount Charles in the County of Donegal, und am 5. November 1797 zum Earl Conyngham und Viscount Mount Charles erhoben worden. Alle diese Titel gehören zur Peerage of Ireland. Von seinem Vater hatte er am 22. Mai 1787 den Titel Baron Conyngham, of Mount Charles in the County of Donegal, geerbt, der diesem am 4. Januar 1781 seinem Großonkel verliehen worden war. Am 17. Juli 1821 wurde er zudem zum Baron Minster, of Minster Abbey in the County of Kent. Diese Titel gehört zur Peerage of the United Kingdom und war im Gegensatz zu den irischen Titeln bis 1999 mit einem erblichen Sitz im House of Lords verbunden.

## Weitere Titel
Dem Großonkel des 1. Marquess waren am 3. Oktober 1753 der Titel Baron Conyngham, of Mount Charles in the County of Donegal, am 20. Juli 1756 der Titel Viscount Conyngham und am 4. Januar 1781 die Titel Earl Conyngham, of Mount Charles in the County of Donegal, und Baron Conyngham, of Mount Charles in the County of Donegal, verliehen worden. Alle diese Titel gehörten zur Peerage of Ireland und erloschen bei seinem Tod, außer der Baronie von 1781, die sein Neffe, der Vater des 1. Marquess, aufgrund eines besonderen Zusatzes bei der Verleihung erbte.

## Liste der Titelinhaber

### Barone Conyngham (1781)
- Henry Conyngham, 1. Earl Conyngham, 1. Baron Conyngham (1705–1781)
- Francis Conyngham, 2. Baron Conyngham (um 1725–1787)
- Henry Conyngham, 3. Baron Conyngham (1766–1832) (1816 zum Marquess Conyngham erhoben)

### Marquesses Conyngham (1816)
- Henry Conyngham, 1. Marquess Conyngham (1766–1832)
- Francis Conyngham, 2. Marquess Conyngham (1797–1876)
- George Conyngham, 3. Marquess Conyngham (1825–1882)
- Henry Conyngham, 4. Marquess Conyngham  (1857–1897)
- Victor Conyngham, 5. Marquess Conyngham (1883–1918)
- Frederick Conyngham, 6. Marquess Conyngham (1890–1974)
- Frederick Conyngham, 7. Marquess Conyngham (1924–2009)
- Henry Conyngham, 8. Marquess Conyngham (1951–2025)
- Alexander Burton Conyngham, 9. Marquess Conyngham (* 1975)

Heir Apparent ist der Sohn des jetzigen Titelinhabers, Rory Conyngham, Earl of Mount Charles (* 2010).